# Доходный дом Г. В. Барановского
Доходный дом Г. В. Барановского — собственный доходный дом архитектора Гавриила Барановского, построен в 1897 году. Дом расположен по адресу: Санкт-Петербург, улица Достоевского, 36.

## История
Один из видных архитекторов своего времени, Г. В. Барановский, спроектировал собственный доходный дом, используя новый подход в жилищном строительстве. Он отошёл от устоявшейся традиции оформления фасадов в стиле эклектики с обращением к историческим образцам. Для этой постройки Барановского характерны лапидарная композиция, рациональная функциональность здания, единство отдельных частей в целом. Впоследствии некоторые находки архитектора, в том числе галереи, соединяющие отдельные части постройки на разных уровнях, использовались в постройках конструктивизма.

## Описание
Фасад здания облицован кирпичом светло-охристого цвета. Окна лишены наличников, карниз вынесен далеко от стены. Цоколь облицован старицким камнем, который только начал применяться в строительных работах в Петербурге. Кровля — односкатная, пологая. Первоначально Барановский планировал построить шестиэтажный дом, однако окончательный вариант, утверждённый 30 июня 1897 года, предусматривал возведение уже пяти этажей. Одна из особенностей дома, выделяющая его из современных ему построек, — ритмически повторяющиеся со второго по пятый этаж сплошные пояса балконов. Фасад предполагалось фланкировать с обеих сторон скульптурными изображениями драконов с флагштоками.

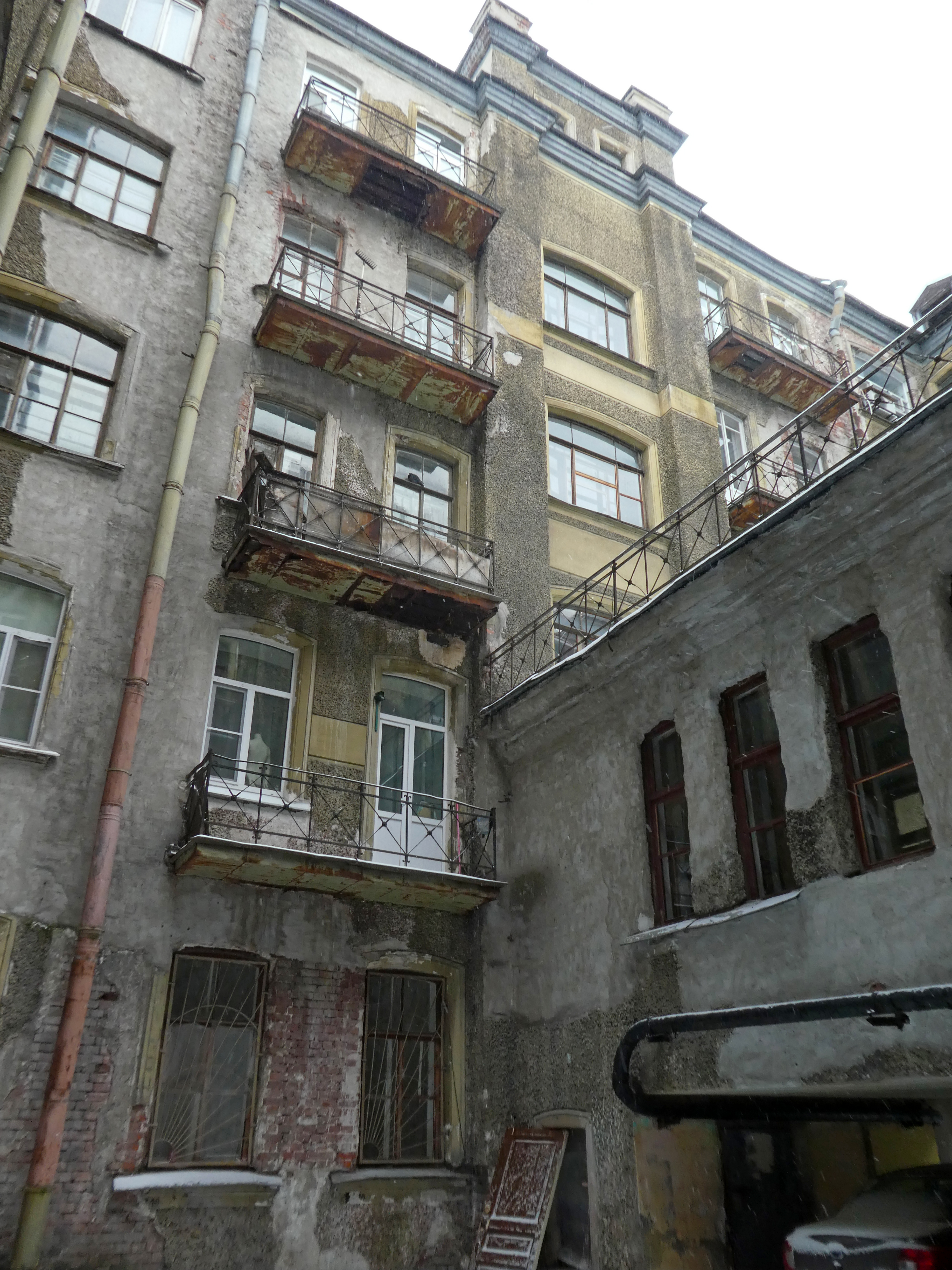
Галерея, соединяющая корпуса дома

Со стороны двора расположена висячая галерея-терраса, соединяющая (впервые в Петербурге) лестницы двух корпусов дома — главного и дворового. Соединить таким образом корпуса Барановский решил уже в ходе строительства. Впоследствии крытые галереи между корпусами жилых домов появились в проектах В. В. Шауба, Б. И. Гиршовича, И. И. Носалевича, и позднее висячие переходы нашли применение в архитектуре конструктивизма.
Лапидарность в оформлении фасада соответствует внутренней структуре дома — на всех этажах типовые квартиры расположены одинаково. В этом проекте Барановский отказался от свойственной раннему модерну вариативности, предвосхитив тенденции развитого модерна. Возможно, Барановский был знаком с идеями австрийского архитектора, основателя новой венской школы архитектуры Отто Вагнера, которые тот изложил в своей работе «Современная архитектура» (1895). По Вагнеру, новые доходные дома с лифтами, где квартиры имели стандартную планировку, не нуждались в излишне усложнённых фасадах. Простота внешнего оформления должна гармонировать с простотой внутреннего наполнения здания.
Во все квартиры дома можно войти с улицы. Здание было оборудовано системой парового отопления. Лифт изготавливался на предприятии Карла Флора, монтировали его рабочие конторы и фабрики паровых машин, принадлежавшей купцу Э. Петерсену. Орнамент металлических ограждений лестниц составлен из растительных мотивов. Витражи из цветных стёкол, образующих геометрический узор и гравированных стёкол с флористическим узором, оживляли лестничные пролёты и галерею.